# Étang de Lède basse
L'étang de Lède basse est une étendue d'eau douce située à l'arrière dune du littoral girondin, sur la commune du Porge, dans la région Nouvelle-Aquitaine dans les Landes du Médoc.
D'une superficie d'environ 30 ha, il fait partie du chapelet de lacs disposés selon un axe nord-sud parallèle au rivage atlantique. Par le canal des Étangs de très faible déclivité et des réseaux de crastes il communique cinq kilomètres au nord avec l'étang de Lacanau — un des grands lacs landais — et au sud avec le bassin d'Arcachon.

## Topographie
En 2011 l'altitude de l'étang est mesuré à 12,2 m NGF. Il est entouré d'une vaste zone marécageuse du triple de sa surface, traversée et drainée par le canal des Étangs et plusieurs fossés ou crastes et d'une altitude culminant à 13 m NGF.
En 1878, après le creusement du canal et autres travaux de dessèchement, sa superficie est estimée à 52 hectares, contre seulement 20 hectares en 1968. Elle est en 2020 d'une trentaine d'hectares.

## Écologie
Les berges de l'étang accueillent des flores protégées caractéristiques de substrats tourbeux ou  para-tourbeux (Caropsis verticillatoinundata, Eriophorum  angustifolium, Rhynchospora fusca, etc.). Subsistent au milieu de la pinède des landes humides et des prairies à molinie. 
L'étang est fréquenté par les loutres et par une population assez abondante de cistudes. Le papillon fadet des laîches est présent dans les zones humides.
Cet étang, ceux de Batourtot, de Batejin, de Joncru et de Langouarde sont parfois regroupés sous le noms d'« étangs du Porge ». Avec le canal des Étangs qui les relie hydrauliquement, ils sont inscrits en 1967 à l'inventaire des sites pittoresques du département de la Gironde et inclus dans une Zone nationale d'intérêt écologique, faunistique et floristique (ZNIEFF).

## Divers
- Une lède est une dépression entre deux dunes.
- L'étang est une propriété privée entièrement clôturée, avec une activité de chasse à la tonne[réf. souhaitée].
- Il portait au XVIe siècle le nom de lagune de Villeneuve[7],[8].
- Entre cet étang et l'étang du Joncru se dressait au moins du XVIe siècle au XVIIIe siècle une chapelle ou église, restée dans la toponymie locale sous le nom de Gleyse vieille[8].